# Клементьева, Александра
Алекса́ндра Клеме́нтьева (в девичестве Апано́вич; 6 декабря 1969, Жезказган) — советская гребчиха-байдарочница, выступала за сборную СССР в конце 1980-х годов. Дважды бронзовая призёрка чемпионатов мира, трёхкратная чемпионка Советского Союза, победительница многих регат республиканского и всесоюзного значения. На соревнованиях представляла спортивное общество «Динамо», мастер спорта международного класса.

## Биография
Александра Апанович родилась 6 декабря 1969 года в городе Жезказгане Казахской ССР. Активно заниматься греблей начала в раннем детстве, проходила подготовку под руководством тренеров В. С. Черемхина и В. И. Целя. Состояла в добровольном спортивном обществе «Динамо».
Первого серьёзного успеха на взрослом международном уровне добилась в 1988 году, когда стала чемпионкой Советского Союза в зачёте четырёхместных байдарок на дистанции 500 метров. Благодаря череде удачных выступлений удостоилась права защищать честь страны на летних Олимпийских играх в Сеуле — в составе экипажа, куда также вошли гребчихи Ирина Хмелевская, Ирина Саломыкова и Надежда Ковалевич, на пятистах метрах дошла до финальной стадии и показала в решающем заезде четвёртый результат, немного не дотянув до призовых позиций.
В 1989 году Апанович защитила чемпионское звание всесоюзного первенства в километровой программе четвёрок, а также стала чемпионкой в двойках на пяти километрах. Позже побывала на чемпионате мира в болгарском Пловдиве, откуда привезла две награды бронзового достоинства, завоёванные в тех же дисциплинах. За выдающиеся спортивные достижения удостоена почётного звания «Мастер спорта СССР международного класса».
После распада Советского Союза переехала в Латвию, с 1989 года замужем за известным латвийским гребцом Ефимием Клементьевым. Впоследствии работала тренером по гребле на байдарках и каноэ, в том числе тренировала своего мужа при подготовке к Олимпийским играм 2000 года в Сиднее.